# Macrochernes
Genre
Macrochernes est un genre de pseudoscorpions de la famille des Chernetidae.

## Distribution
Les espèces de ce genre sont endémiques des Antilles.

## Liste des espèces
Selon Pseudoscorpions of the World (version 3.0) :
- Macrochernes attenuatus Muchmore, 1969
- Macrochernes wrightii (Hagen, 1868)

## Publication originale
- Hoff, 1946 : A redescription of two of Hagen's pseudoscorpion species. Proceedings of the New England Zoölogical Club, vol. 23, p. 99-107.